# Amphilophus rhytisma
Amphilophus rhytisma es una especie de peces de la familia Cichlidae en el orden de los Perciformes.

## Morfología
Los machos pueden llegar alcanzar los 13,5 cm de longitud total.

## Distribución geográfica
Se encuentra en  América Central: río Sixaola (Costa Rica y Panamá).